# كارلوس بوينو
كارلوس هيبير بوينو سواريز (بالإسبانية: Carlos Bueno)، من مواليد 10 مايو 1980 في أرتيغاس في أوروغواي، لاعب كرة قدم أوروغوياني.
بدأ مسيرته الكروية مع نادي بينارول في عام 1999، ولعب معهم حتى عام 2005، وشارك معهم في 120 مباراة وسجل 57 هدف، وفي عام 2005 انتقل إلى نادي باريس سان جيرمان الفرنسي، ولعب معهم حتى عام 2007، وشارك معهم في 12 مباراة، وفي موسم 2006/2007 أعير إلى نادي سبورتنغ لشبونة البرتغالي، ولعب معهم 12 مباراة وسجل 4 أهداف، وفي عام 2007 انتقل إلى نادي بوكا جونيورز الأرجنتيني، ولعب معهم 7 مباريات وسجل هدف واحد، ومنذ عام 2008 وهو يلعب مع نادي بينارول.
منذ عام 2003 وهو يلعب مع منتخب أوروغواي لكرة القدم.

## روابط خارجية
- كارلوس بوينو على موقع الاتحاد الدولي (مؤرشف)  (الإنجليزية)
- كارلوس بوينو على موقع رابطة كرة القدم الفرنسية للمحترفين (الإنجليزية)
- كارلوس بوينو على موقع قاعدة بيانات كرة القدم.إي يو (الإنجليزية)
- كارلوس بوينو على موقع ليكيب (الفرنسية)
- كارلوس بوينو على موقع ناشيونال فوتبول تيمز (الإنجليزية)
- كارلوس بوينو على موقع Soccerbase.com (لاعب) (الإنجليزية)
- كارلوس بوينو على موقع Soccerway.com (الإنجليزية)
- كارلوس بوينو على موقع كووورة